# Žontujić
Žontujić (Galijot) je nenaseljeni otočić uz zapadnu obalu Istre, južno od Poreča.
Površina otoka je 963 m2., a visina manje od 1 metra.
U Državnom programu zaštite i korištenja malih, povremeno nastanjenih i nenastanjenih otoka i okolnog mora Ministarstva regionalnoga razvoja i fondova Europske unije, svrstan je pod "manje nadmorske tvorbe (hridi različitog oblika i veličine)". Pripada Gradu Poreču.

## Vanjske poveznice
|  | Zajednički poslužitelj ima još gradiva o temi Žontujić |